# Joyside
Joyside  es una banda de género rock de China, que comenzó como en la provincia de Xin Jiang, fundada por Bian Yuan, el vocalista del grupo en 2001. Esta banda china pasó a presentarse en pequeños clubes, durante tres años para grabar sus CD, actuaron en grandes escenarios. La banda está integrada por Bian Yuan en la voz, Liu Hao como el bajista, Liu Hongwei y Yang Yang a en las guitarras y Guan Zheng en la batería. Además de trabajar como grupo, los integrantes individuales también forman parte de otros proyectos musicales. Interpretaron un tema musical, para un documental de Wasted Oriente, que fue dirigida por Kevin Fritz, ya que los miembros de la banda se sintieron orgullosos de representar una parte de China, que no se ve en Occidente. 

## Recepción
En abril, mayo y junio de 2007, Joyside embarcó en una importante gira por Europa, ofreciendo conciertos a sala llena en Alemania, Austria, Suiza, Francia e Inglaterra. Durante su gira internacional, fueron ampliamente destacados por la prensa europea y la televisión alemana. Se han presentado como la banda principal en el Beijing Bubbles, un documental de origen alemán, sobre la escena denominada "underground chino" que fue lanzado en 2007. Así también como en varios otros documentales e historias del rock and roll chino. En septiembre de 2007, eso es Beijing, les aparece como una de las diez mejores bandas en China. En septiembre de 2007, Joyside participó en el Festival Pop de Pekín, junto a sus artistas favoritos, como los New York Dolls. Sylvain Sylvain, en rueda de prensa los llamaba su nueva banda favorita y les ofreció a producir el lanzamiento de otros CD.

## Discografía
| Año  | Álbum                   |
| ---- | ----------------------- |
| 2003 | Everything Sucks        |
| 2004 | Drunk is Beautiful      |
| 2006 | Bitches of Rock n Roll  |
| 2007 | Beijing Volume One      |
| 2007 | Booze at Neptune's Dawn |
| 2009 | Maybe Tonight           |